# Gåre och Sörgraven
Gåre och Sörgraven är en bebyggelse vid länsväg 160 på norra Orust i Torps socken i Orusts kommun. Från 2015 avgränsar SCB här en småort.